# Promenade Michel-Chartrand
La promenade Michel-Chartrand est un parc linéaire dans l'arrondissement montréalais de LaSalle, situé sur les rives du fleuve Saint-Laurent, le long du boulevard LaSalle. 

## Toponymie
En 2023, le parc est renommé en l'honneur du syndicaliste Michel Chartrand. Bien que le parc Michel-Chartrand portait déjà son nom à Longueuil, où il vivait avec sa famille, aucun espace public n'avait encore été dédié à Chartrand à Montréal, où il est né en 1916 et où il a étudié et travaillé la majeure partie de sa vie,,.